# Szuksilgva
A szuksilgva (hangul: 숙실과, handzsa: 熟實果, RR: suksilgwa) egyfajta koreai édesség, hangva (hangwa), melyet gyümölcsből, magvakból vagy gyökerekből készítenek, mézzel. Leggyakrabban dióból, jujubából és gyömbérből készül. Kétféle elkészítési eljárása van, az egyikben a fő hozzávalót péppé főzik, majd mézzel ízesítik, a másikban a pépesített, zúzott  fő hozzávalót mézzel összesütik. Gyakran a gyümölcs, dió vagy gyökér eredeti alakját idéző formában tálalják. A Csoszon (Joseon)-korban főképp a nemesek körében volt népszerű, ünnepségeken, fontos vendégeknek kínálták, mivel elkészítése sok időt és energiát kívánt. Egyszerre két-háromféle szuksilgvát (suksilgwát) szolgáltak fel.